# Wiem, gdzie jesteś
Wiem, gdzie jesteś - usługa polskiego operatora telefonii komórkowej Plus pozwalająca na uzyskiwanie informacji o położeniu geograficznym jej użytkowników. Dzięki niej inni mogą za pomocą SMS dowiedzieć się gdzie w danej chwili przebywa inny użytkownik. Po wysłaniu SMS odpowiedniej treści otrzymają informację o położeniu geograficznym Twojego telefonu, określonym za pomocą np. nazwy miasta lub skrzyżowania ulic.